# Тодморден
Тодморден (англ. Todmorden) — ринкове містечко та цивільна парафія у Верхній долині Колдер у Калдердейлі, Західний Йоркшир, Англія. Це 27 кілометрів на північний схід від Манчестера, 13 км на південний схід від Бернлі та 14 км на захід від Галіфакса. У 2011 році тут проживало 15 481 житель.
Тодморден знаходиться в місці злиття трьох крутих Пеннінських долин і оточений болотами з відслоненнями піскоструминного піщаного гравеліту.
Історичним кордоном між Йоркширом і Ланкаширом є річка Колдер і її притока Волсден-Вотер, які протікають через місто. Адміністративний кордон було змінено Законом про місцеве самоврядування 1888 року, згідно з яким усе місто було включено до Вест-Райдингу.
Місто обслуговується залізничними станціями Тодморден і Валсден.

## Історія
Назва Тодморден вперше з'являється в 1641 році. Раніше місто називалося Тоттемерден, Тотмардене, Тотмерден або Тотмерден. Загальноприйнятим значенням назви є прикордонна долина Тотта, ймовірно, це посилання на долину, що тягнеться на північний захід від міста. Були запропоновані альтернативні пропозиції, такі як припущення (можливо химерно), що назва походить від двох слів для смерті: tod і mor (або mort), що означає «смерть-смерть-ліс» або ще назва означає «болотисте лігво лисиці» від давньоанглійської. 
«Тод» — це неформальна скорочена назва Тодмордена, яка часто використовується в повсякденній розмові.